# Vysoká (Vysočina)
Vysoká é uma comuna checa localizada na região de Vysočina, distrito de Havlíčkův Brod.